# Sotillo de la Adrada
Sotillo de la Adrada es un municipio y localidad española de la provincia de Ávila, en la comunidad autónoma de Castilla y León. El término municipal, ubicado en la comarca del Valle del Tiétar y en el partido judicial de Arenas de San Pedro, tiene una población de 5003 habitantes (INE 2024).

## Símbolos
El escudo heráldico y la bandera que representan al municipio fueron aprobados de manera oficial respectivamente el 23 de marzo de 1994 y el 6 de mayo de 1999.
El blasón o descripción heráldica escrita del escudo es la siguiente:

Escudo cortado: 1, partido: a) de gules una media luna menguante de plata sobre castillo de oro, campaña de plata; b) de plata, un dragón verde mantelado de oro con un palo de gules en cada manteladura. 2, de plata, cinco álamos verdes terrasados de lo mismo. Va timbrado el escudo con la Corona Real Española.
Boletín Oficial de Castilla y León nº 63 de 4 de abril de 1994

La descripción de la bandera es:

Bandera cuadrada, de proporción 1 por 1, de color carmesí y en su centro el escudo municipal en sus metales y esmaltes sobre fondo blanco.
Boletín Oficial de Castilla y León nº 96 de 21 de mayo de 1999

## Geografía

### Ubicación
El municipio se encuentra en el macizo oriental de la sierra de Gredos situado en una amplia llanura que se rompe en minúsculas cotas cerca del nacimiento del río Tiétar rodeado por bosques delimitando al este con Santa María del Tiétar y Cenicientos, al norte con Casillas y El Barraco, al oeste con la Villa de La Adrada y al sur con Fresnedilla e Higuera de las Dueñas.

### Clima
| Parámetros climáticos promedio de Sotillo de la Adrada en el periodo 1967-2003                                                                                | Parámetros climáticos promedio de Sotillo de la Adrada en el periodo 1967-2003 | Parámetros climáticos promedio de Sotillo de la Adrada en el periodo 1967-2003 | Parámetros climáticos promedio de Sotillo de la Adrada en el periodo 1967-2003 | Parámetros climáticos promedio de Sotillo de la Adrada en el periodo 1967-2003 | Parámetros climáticos promedio de Sotillo de la Adrada en el periodo 1967-2003 | Parámetros climáticos promedio de Sotillo de la Adrada en el periodo 1967-2003 | Parámetros climáticos promedio de Sotillo de la Adrada en el periodo 1967-2003 | Parámetros climáticos promedio de Sotillo de la Adrada en el periodo 1967-2003 | Parámetros climáticos promedio de Sotillo de la Adrada en el periodo 1967-2003 | Parámetros climáticos promedio de Sotillo de la Adrada en el periodo 1967-2003 | Parámetros climáticos promedio de Sotillo de la Adrada en el periodo 1967-2003 | Parámetros climáticos promedio de Sotillo de la Adrada en el periodo 1967-2003 | Parámetros climáticos promedio de Sotillo de la Adrada en el periodo 1967-2003 |
| Mes | Ene.                                                                           | Feb.                                                                           | Mar.                                                                           | Abr.                                                                           | May.                                                                           | Jun.                                                                           | Jul.                                                                           | Ago.                                                                           | Sep.                                                                           | Oct.                                                                           | Nov.                                                                           | Dic.                                                                           | Anual                                                                          |
| --- | ------------------------------------------------------------------------------ | ------------------------------------------------------------------------------ | ------------------------------------------------------------------------------ | ------------------------------------------------------------------------------ | ------------------------------------------------------------------------------ | ------------------------------------------------------------------------------ | ------------------------------------------------------------------------------ | ------------------------------------------------------------------------------ | ------------------------------------------------------------------------------ | ------------------------------------------------------------------------------ | ------------------------------------------------------------------------------ | ------------------------------------------------------------------------------ | ------------------------------------------------------------------------------ |
| Precipitación total (mm) | 99                                                                             | 91.80                                                                          | 58.80                                                                          | 77.80                                                                          | 78.50                                                                          | 40.60                                                                          | 13.10                                                                          | 13.20                                                                          | 34.30                                                                          | 87.30                                                                          | 99                                                                             | 111.70                                                                         | 805.20                                                                         |
| Fuente: Ministerio de Agricultura, Alimentación y Medio Ambiente. Datos de precipitación para el periodo 1967-2003 en Sotillo de la Adrada 22 de mayo de 2013 |                                                                                |                                                                                |                                                                                |                                                                                |                                                                                |                                                                                |                                                                                |                                                                                |                                                                                |                                                                                |                                                                                |                                                                                |                                                                                |

### Comunicaciones

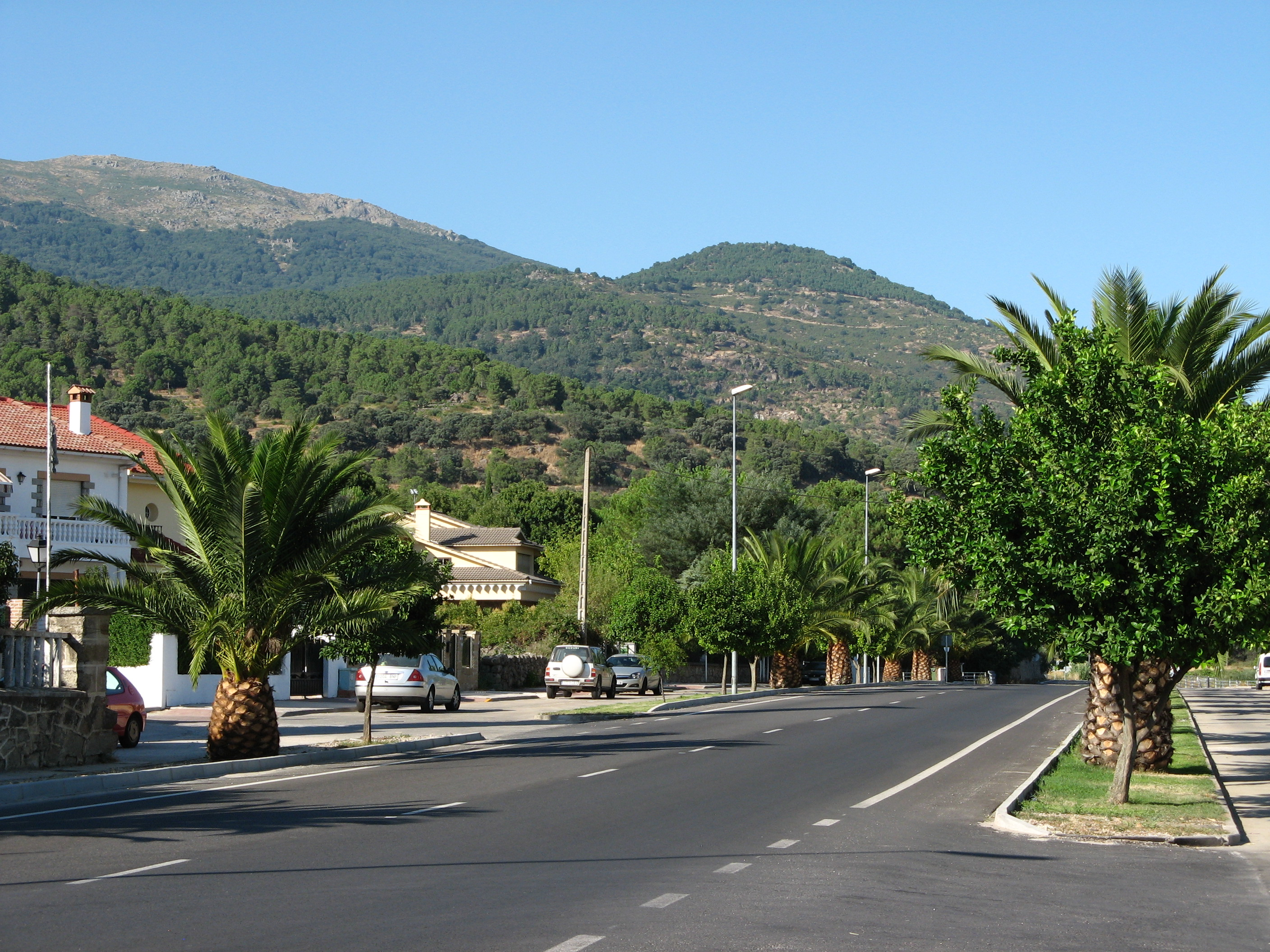
La CL-501 atraviesa la localidad de este a oeste

La principal vía de acceso al municipio y al valle es mediante la carretera autonómica CL-501, que es la continuación natural de la llamada carretera de los pantanos (M-501), formando la principal arteria vertebradora del valle del Tiétar. Esta carretera nace en la M-40 a la altura del polígono industrial Ventorro del Cano de la localidad madrileña de Alcorcón, recorre el sur de la provincia abulense hasta desembocar en la provincia extremeña de Cáceres. Además de ser la principal vía de acceso al municipio, es también la calle que vertebra el mismo, colocándose las viviendas y negocios a lo largo de ésta. El paso de esta carretera por el centro del municipio ha generado una gran riqueza, sobre todo en época estival, por el gran paso de vehículos por ella, llegando a los 20 000 en los meses de verano.
Otra carretera comarcal que transcurren por el municipio es la AV-915 que une la ciudad castellano-manchega de Talavera de la Reina con el citado municipio. Esta carretera, en diferentes tramos, se llama carretera AV-911 y comunica la localidad al sureste con el municipio madrileño de Cenicientos.
Al norte del municipio, encarando la Sierra de Gredos se encuentra la carretera de Casillas, AV-P-703, que conecta Sotillo con dicha población.
Otra carretera cercana de suma importancia es la N-403 que comunica las ciudades de Ávila y Toledo pasando por San Martín de Valdeiglesias. Esta carretera, tradicionalmente peligrosa, ha sido recientemente reformada y tiene en proyecto su desdoblamiento a autovía (o construcción de la misma como variante) en el marco del proyecto de la Autovía de Castilla-La Mancha.
| Numeración | Nombre                                   | Itinerario | Datos |
| ---------- | ---------------------------------------- | --- | ----- |
| N-502      | Nacional 502                             | Ávila - Ramacastañas –Talavera de la Reina – Espiel (Córdoba) |       |
| CL-501     | Carretera de los Pantanos / Comarcal 501 | Frontera con la Comunidad de Madrid (intersección con la M-501 ) – Sotillo de la Adrada – Arenas de San Pedro – Candeleda - Frontera con Cáceres (intersección con la EX-203 ) |       |
| AV-915     | Carretera a Talavera de la Reina         | Sotillo de la Adrada – Higuera de las Dueñas – Fresnedilla – Frontera con Provincia de Toledo ( CM-5001 )                                                                      |       |
| AV-911     | Carretera a Cenicientos                  | AV-915 – Frontera con la Comunidad de Madrid |       |
| AV-P-703   | Carretera a Casillas                     | Sotillo de la Adrada – Casillas |       |

Sotillo de la Adrada cuenta con una licencia de Taxi para dar servicio a los habitantes y turistas de la localidad.
En cuanto al transporte en autobús, existen dos empresas que dan este servicio y comunican el municipio tanto con Ávila como con Madrid y los demás municipios a lo largo de la carretera CL-501.
Doaldi. Perteneciente al grupo Samar, da servicio a la localidad con las líneas:
- Arenas de San Pedro-Madrid (comunica Sotillo de la Adrada, a través de la C-501 con Madrid y Arenas de San Pedro). Para llegar a la localidad desde Madrid se deben coger los autobuses desde la Estación Sur de Autobuses de Madrid.
- Pedro Bernardo-Ávila (comunica Sotillo de la Adrada, a través de la C-403 con Ávila). Destacar que este servicio es muy reducido.

El Gato. Esta compañía da servicio a través de la línea Sotillo de la Adrada-Madrid.
La villa se ha convertido en la localidad más importante del Alto Tiétar en cuanto a la gran cantidad de servicios que posee y el gran número de comercios que constituyen, en este sentido, un gran centro comercial al que acude la población del valle.

## Historia

### Edad Media
Aunque en la Crónica de la población de Ávila se alude a una batalla de Sotillo en la que los caballeros de Ávila, en su afán por expandirse hacia el sur, consiguen una gran victoria sobre los musulmanes, por no estar descrito el campo de batalla con precisión no se puede asegurar que se trate de este lugar. Su pasado estaría en relación con Raimundo de Borgoña cuando en 1182 emprende la repoblación de toda la provincia abulense. En 1393, el Sotillo de la Adrada que era una parte del señorío de la Adrada, fue concedido a Ruy López Dávalos. El Sotillo fue también parte del antiguo Estado de La Adrada, que perteneció a Don Álvaro de Luna allá por el año 1423.

### Edad Moderna
Pasó a ser propiedad del Marqués de la Cueva y Portocarrero en 1570. Se tienen datos de que ya existía como aldea en el año 1561, con sus propios alcaldes y regidores aunque siempre dependiente de la villa de La Adrada. Esta subordinación y proximidad con la localidad matriz influyó en que el Sotillo no tuviera Concejo propio hasta 1571, en tiempos de Felipe II.
Durante todo el siglo XVI, su población creció llegando a ser el lugar más poblado del Alto Tiétar, superando incluso a la villa a la que estaba ligada, La Adrada. Este hecho tuvo como causa la prosperidad que generó en El Sotillo, como se llamaba por aquella época, la agricultura y el comercio, pilares de la economía durante aquel periodo además de su larga tradición ganadera. 
Como aportaba a la villa señorial cuantiosos beneficios, no consiguió el título de villa hasta el 7 de febrero de 1642, bajo el reinado de Felipe IV, tal y como indica la Carta de Concordia. Este hecho otorgó a Sotillo una total independencia para gestionar su justicia y su administración en su propio término municipal, amojonándosele en aquella fecha un término que alcanzaba los 43 km². Carta de Villazgo. Como consecuencia de este suceso la villa pasó a llamarse Sotillo de la Adrada, nombre que ha permanecido hasta hoy. 
Las Ordenanzas municipales del Estado de La Adrada elaboradas en 1501, como refundición y puesta al día de otras anteriores, han llegado hasta nosotros por la copia que se ha conservado en los archivos del ayuntamiento de Sotillo. Gracias a ellas podemos conocer no sólo la forma de organización municipal que regía en la villa y en los concejos de las aldeas, sino también los cultivos y normas existentes para la buena convivencia.
La suavidad de las lomas y el campo despejado por las roturas a que hace referencia su nombre (soto significa campo despejado) conoció en seguida un rápido auge demográfico, ya que el suelo sin componentes arbustivos, la abundancia de llanuras y las onduladas lomas permitían actividades agrícolas de gran interés para el abastecimiento de la meseta norte.

### Edad Contemporánea
Hacia mediados del siglo XIX, el lugar tenía contabilizada una población de 1010 habitantes. La localidad aparece descrita en el decimocuarto volumen del Diccionario geográfico-estadístico-histórico de España y sus posesiones de Ultramar de Pascual Madoz de la siguiente manera:

SOTILLO DE LA ADRADA: v. con ayunt. de la prov. y dióc. de Ávila (9 leg.), part. jud. de Cebreros (5), aud. terr. de Madrid (15), c. g. de Castilla la Vieja (Valladolid 31). sit. en la falda de una pequeña sierra y en terreno llano; la combaten con mas frecuencia los vientos N.; el clima es frio, padeciendose por lo comun calenturas catarrales inflamatorias y tercianas estacionales. Tiene 260 casas; la de ayunt.; escuela de ambos sexos dotada con 1,900 rs.; una igl parr. (la Sma. Trinidad), curato de primer ascenso y provision ordinaria; 2 ermitas (Ntra. Sra. de los Remedios y Smo. Cristo de la Sangre) con culto público á espensas de los fieles, y un cementerio en parage que no ofende la salud pública: los vec. se surten de aguas para sus usos de las de una fuente con su pilon que hay en las inmediaciones del pueblo. Confina el térm.: N. Ávila v Casillas; E. Escarabajosa y Rozas de Puerto Real; S. Igueras de las Dueñas y Cenicientos, y O. La Adrada: tiene 3/4 leg. de long. y una de lat., y comprende varios árboles de dominio particular que solo sirven para leña, algún viñedo y diferentes prados con medianos pastos: le atraviesa el r. Tietar pasando al S. de la pobl., y una garganta titulada Maja del Covo, cuyas aguas se utilizan para el riego de algunas heredades, y dan impulso á las ruedas de 2 molinos harineros. El terreno en parte es llano y en parte sierras y pedregales, débil y flojo. caminos: los que dirigen á los pueblos limítrofes, en mediano estado: el correo se recibe en Cadalso. prod.: centeno, patatas, judías y algo de fruta; mantiene ganado lanar, vacuno, cabrío y de cerda, y cría caza de conejos, perdices, liebres y palomas, y bastantes animales dañinos. ind.: la agrícola, 2 molinos harineros y uno de aceite, ocupándose varios vec. en la cría de gusanos de seda. pobl.: 230 vec. 1,010 alm. cap. prod.: 2.251,200 rs. imp.: 90,048. ind.: 7.110 contr.: 16,245 rs. 13 mrs.
(Madoz, 1849, pp. 512-513)

## Demografía
Sotillo de la Adrada cuenta con una población de 5003 habitantes (INE 2024).
| Gráfica de evolución demográfica de Sotillo de la Adrada entre 1842 y 2021                                            |
| |
| Población de derecho según los censos de población del INE. Población de hecho según los censos de población del INE. |

El casco urbano de Sotillo, debido a su espectacular expansión física en los últimos años, ha conservado escasas muestras de sus antiguas características; aun así, se pueden contemplar algunos elementos de interés, como por ejemplo:
- Iglesia parroquial de la Santísima Trinidad.[7] Situada en la zona conocida como el Calvario. Su origen se sitúa en el siglo XV, como lo confirman los libros del Archivo Diocesano; y previamente a la guerra civil de 1936-1939 se encontraba rodeada de cruces de piedra destinadas a la representación del Vía Crucis. A lo largo de los siglos, esta iglesia ha sufrido importantes modificaciones: nada queda de su órgano barroco del siglo XVII, de sus ricas capillas, cuadros y sus altares. En 1960 sufrió la última remodelación, que sólo respetó la torre y la capilla mayor con su artesonado mudéjar de 1700, pertenecientes a la edificación antigua. Esta capilla acoge, tras un arco ojival de piedra, el retablo mayor, del barroco tardío, con imágenes de San Joaquín, Santa Ana y San José con el Niño.

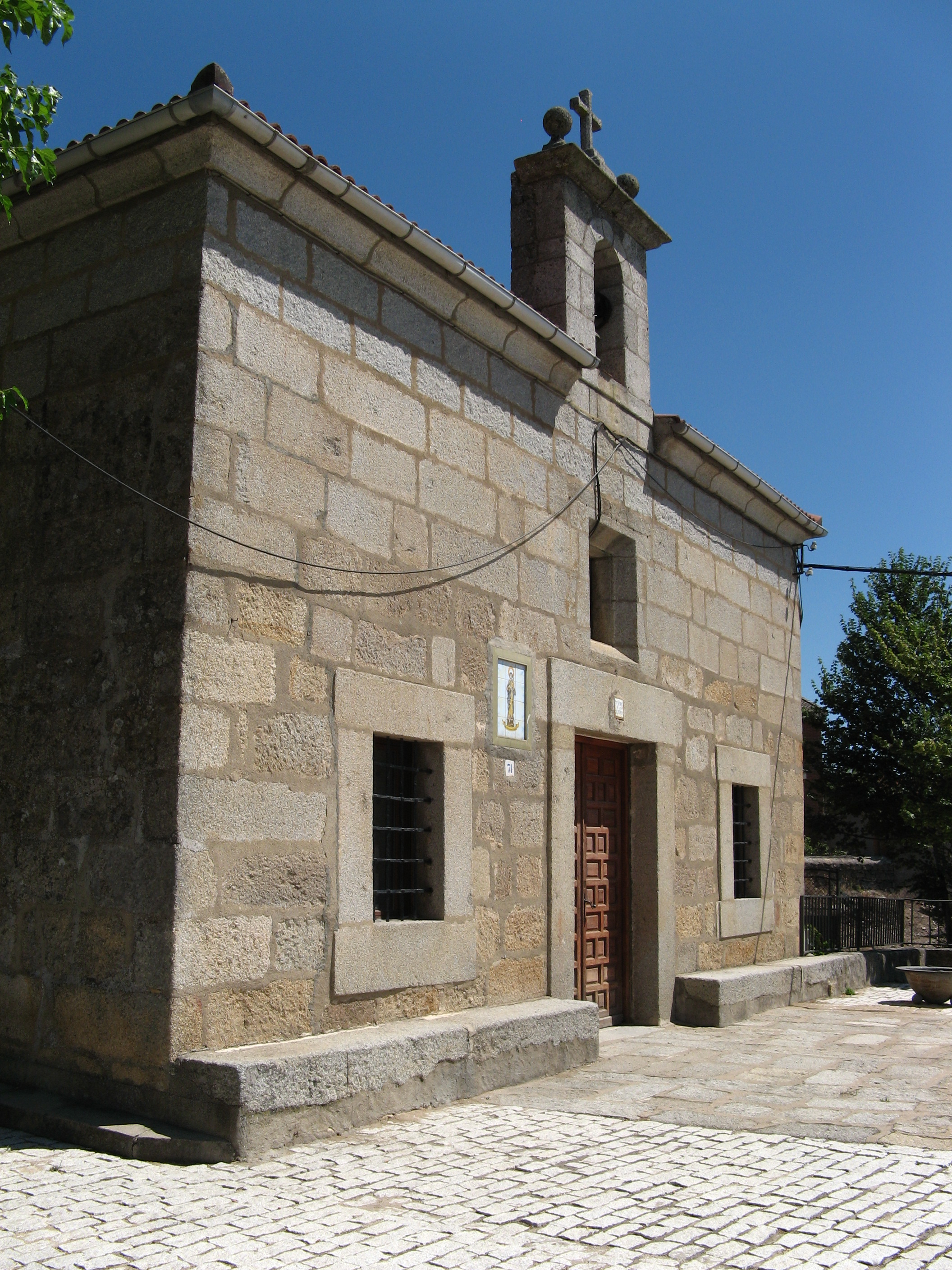
Ermita de Nuestra Señora de los Remedios

- Ermita de Nuestra Señora de los Remedios. Pese a que la advocación de la Virgen de los Remedios queda documentada ya a comienzos del siglo XVI, no se tiene constancia de la existencia de su Ermita hasta el siglo XVII; por aquel entonces coexistían en el municipio tres templos religiosos: la propia Ermita de Nuestra Señora de los Remedios, la Parroquia de la Santísima Trinidad y la desaparecida Ermita del Cristo de la Sangre, construida antes del siglo XVI. Se trata de un edificio sobrio, simétrico en sus formas y muy sencillo en su interior. Su bóveda circular y sus paredes aparecerían decoradas al fresco previamente a la destrucción de la techumbre en los años 1960. La actual imagen de la Virgen de los Remedios es posterior a la guerra civil de 1936-1939.
- Ayuntamiento Viejo (Casa de la Cultura). Pese a la constancia de la existencia de una casa del Concejo en el siglo XVI, este edificio encaja en el estilo dominante en la comarca en el siglo XVIII, cuando se construyó. Son característicos sus pórticos y su balconada de piedra. Sirvió de ayuntamiento hasta la construcción del nuevo en la plaza de la Concordia momento en el que fue reformado para acoger la Biblioteca Municipal que presta servicio actualmente a la población sotillana.
- Fuente de los Cinco Caños. Como se puede leer en una inscripción, la construcción de la fuente data del año 1754 y ha suministrado de agua al municipio hasta mediados del siglo veinte.
- Balconadas. Típicas de la arquitectura popular de los siglos XVIII y XIX, se pueden ver algunas en la calle de Las Parras y calle Larga, dentro del casco antiguo del municipio, aunque no en muy bien estado de conservación.
- Canto de los Pollitos. A las afueras del pueblo en dirección a La Adrada en la dehesa existe un pequeño cerro y en su cima, unas piedras que observadas desde una determinada posición tradicionalmente recuerdan a una gallina junto con sus huevos. Este cerro, por dicho motivo, se encuentra iluminado. Al estar enclavado el pueblo a los pies de la montaña abierto a una llanura que recorre el Valle del Tiétar, la villa goza de unas grandes vistas y de unos bellos parajes naturales destacando entre otros el Venero Mañas, las Pozas del Borbollón, La Aliseda, el Cancho del Berrueco, el Puerto de Casillas o la cercanía de los Toros de Guisando.

## Administración y política
Actualmente, el alcalde de la localidad es Juan Pablo Martín Martín, del Partido Popular, quien ocupa el cargo desde junio de 2011, continuando con las sucesivas mayorías absolutas que su partido ha conseguido en todas las elecciones municipales desde el año 1995.[cita requerida]
En el actual periodo democrático se han sucedido diversos gobiernos municipales de varios colores políticos.[cita requerida] En las dos primeras elecciones municipales, los partidos representantes de UCD y PSOE en la localidad formaron un gobierno bipartito que concluyó en las elecciones municipales de 1995 cuando UCD dejó de tener representación en el ayuntamiento por la disolución de la coalición a nivel nacional y los socialistas perdieron un concejal.

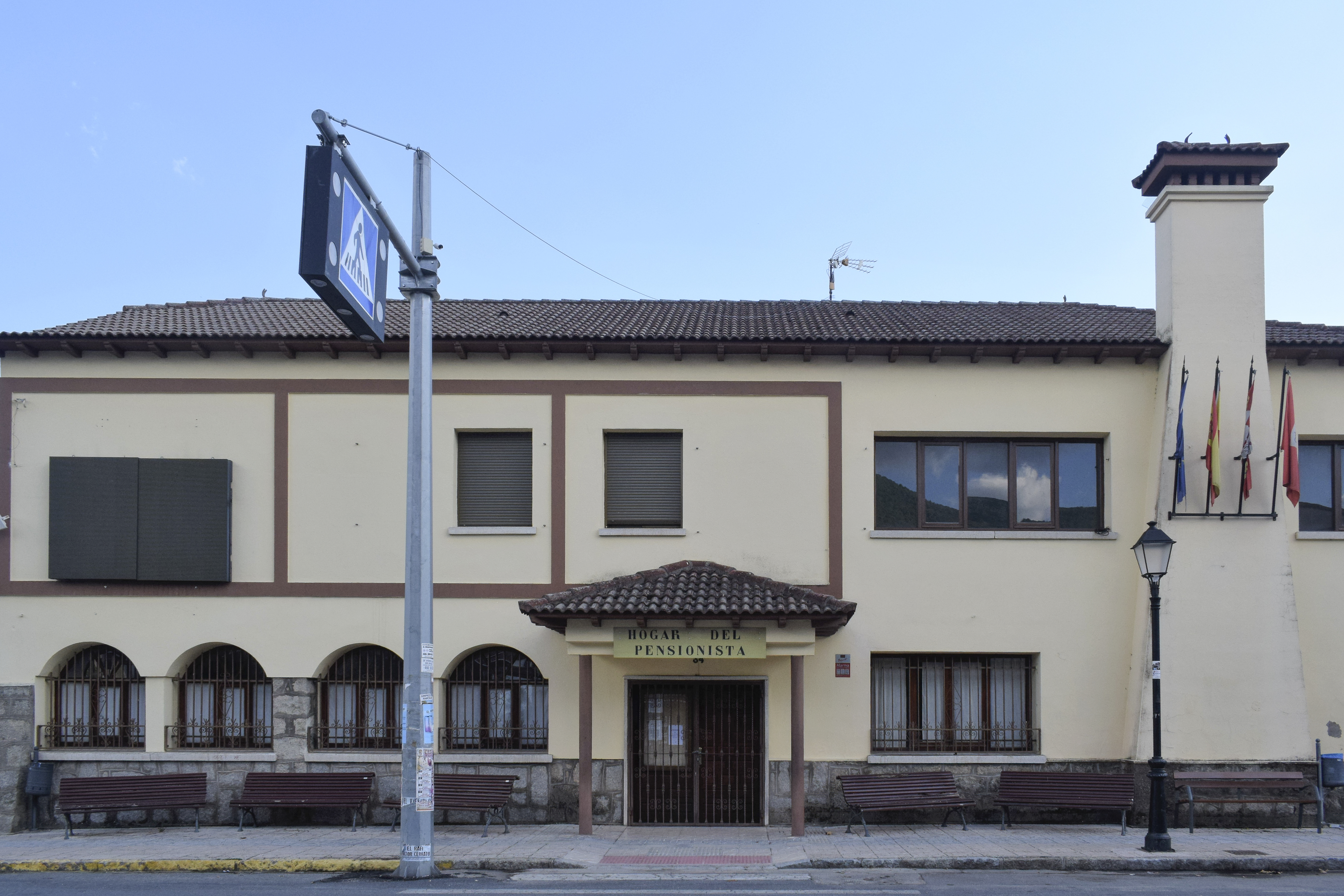
Hogar del Pensionista

Juan Pablo Martín Martín es senador del Partido Popular por la provincia de Ávila desde la XIII legislatura. 
Listado de alcaldes desde las elecciones municipales democráticas de 1979:
| Periodo   | Nombre                          | Partido |
| --------- | ------------------------------- | ------- |
| 1979-1983 | Julio San Segundo García        | UCD     |
| 1983-1987 | Tomas Rodríguez Lorenzo         | AP      |
| 1987-1991 | Acisclo Linares Martín          | UCD     |
| 1991-1995 | Teresa Huerta Arenas            | UCD     |
| 1995-1999 | Gregorio Rodríguez De La Fuente | PP      |
| 1999-2003 | Gregorio Rodríguez De La Fuente | PP      |
| 2003-2007 | Gregorio Rodríguez De La Fuente | PP      |
| 2007-2011 | María Jesús Broncano Díaz       | PP      |
| 2011-2015 | Juan Pablo Martín Martín        | PP      |
| 2015-2019 | Juan Pablo Martín Martín        | PP      |
| 2019-2023 | Juan Pablo Martín Martín        | PP      |

El resultado electoral de las elecciones municipales de mayo de 2023 es el siguiente:
| Partido            | Votos | Porcentaje | Concejales |
| ------------------ | ----- | ---------- | ---------- |
| Partido Popular    | 1041  | 49,35 %    | 6          |
| XAV                | 420   | 19,91 %    | 2          |
| Partido Socialista | 299   | 14,17 %    | 1          |
| Izquierda Unida    | 178   | 8,44 %     | 1          |
| Vox                | 151   | 7,15 %     | 1          |